# 童画
童画（どうが）とは、子供向けの絵画で、特に日本の美術史において大正時代中期に童話や童謡などの児童文学の台頭の影響を受けて成立した児童文化に属する絵画の一分野を指す称語。

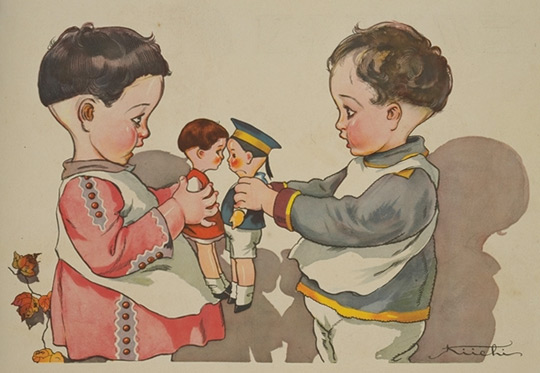
岡本帰一「ナカヨシ人形」 (1931年)

「童画」という語を初めて用いたのは武井武雄である。武井は1925年に開催した個展「武井武雄童画展」で初めて童画という言葉を用いた。それまで童話の添え物として軽視されていたこの分野を芸術の域まで引き上げることをめざして造語したもので、1927年には武井武雄、初山滋、川上四郎、岡本帰一、深沢省三、村山知義、清水良雄ら7人で「日本童画家協会」を結成した（ - 1941年）。
童画という呼称はその後広まった。

## 略年表
- 1925年 童画という言葉が初出
- 1927年 日本童画家協会結成
- 1941年 日本童画家協会解散（戦時政策として日本少国民文化協会に統合）
- 1946年 日本童画会結成
- 1961年 日本童画会解散
- 1962年 （第二次）日本童画家協会結成（川上四郎、武井武雄、初山滋、黒崎義介、林義雄）
- 1975年（昭和50年）12月23日 - 現代童画会創立（発起人：河野日出雄、西川比呂夫、富永秀夫、五百住乙人、石田武雄、戒能正浩、川本哲夫、郡慧子、駒宮録郎、北田卓史、田沢茂、深沢邦朗、吉田迪彦）[2]
- 1983年 日本童画家協会解散（武井武雄の急逝により）

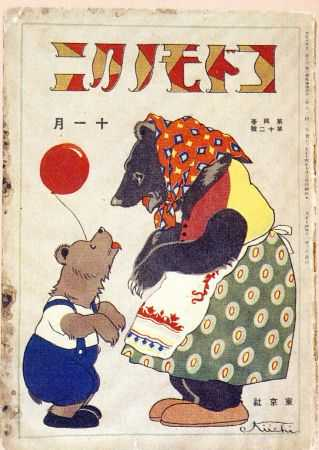
『コドモノクニ』1925年11月号表紙
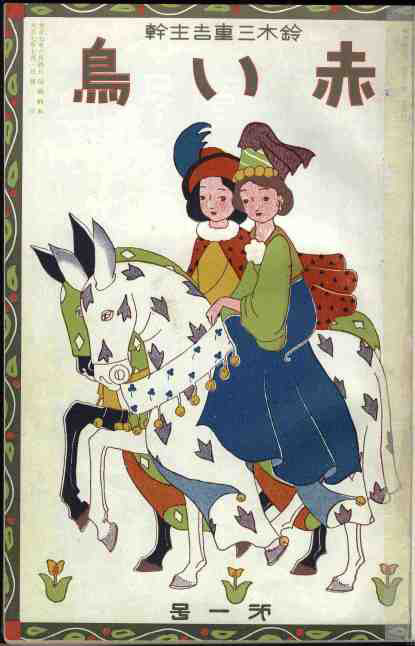
『赤い鳥』創刊号表紙
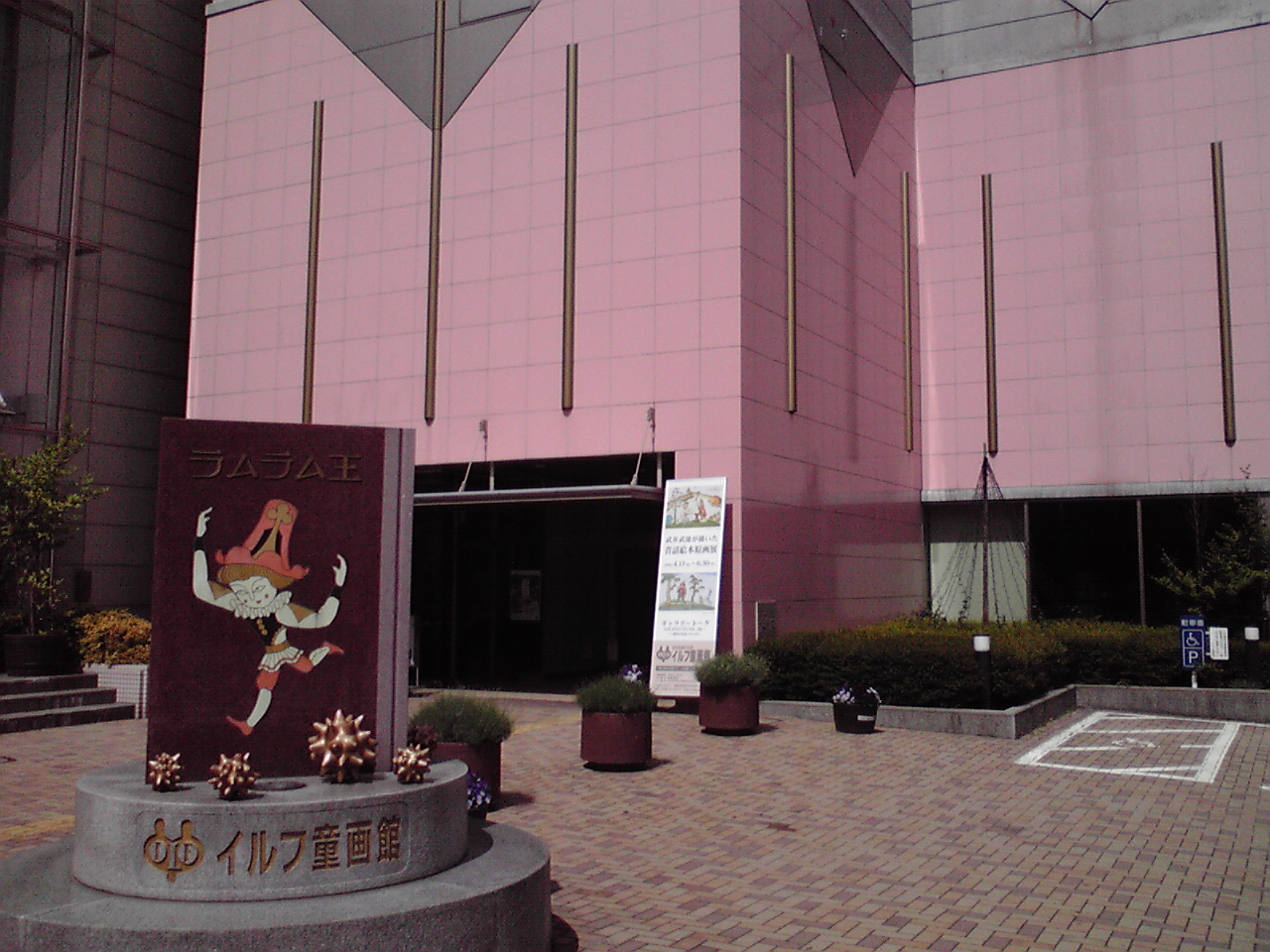
イルフ童画館入口看板の「ラムラム王」

## 童画家・絵本作家
- 河目悌二
- 本田庄太郎
- 茂田井武
- 黒崎義介
- 鈴木寿雄
- 松本かつぢ
- 熊谷元一
- 熊田千佳慕
- 中尾彰
- 宮永岳彦
- 若菜珪
- 杵渕やすお
- 西島伊三雄
- 大井さちこ
- 徳治昭
- 絵本作家
  - Category:絵本作家
  - Category:日本の絵本作家
  - 斎藤五百枝
  - 赤羽末吉
  - 八島太郎
  - 水沢泱
  - 安野光雅
  - 瀬川康男
  - 滝平二郎
  - かこさとし